# 香港盲人輔導會
22°26′45″N 114°01′22″E / 22.445952°N 114.022773°E

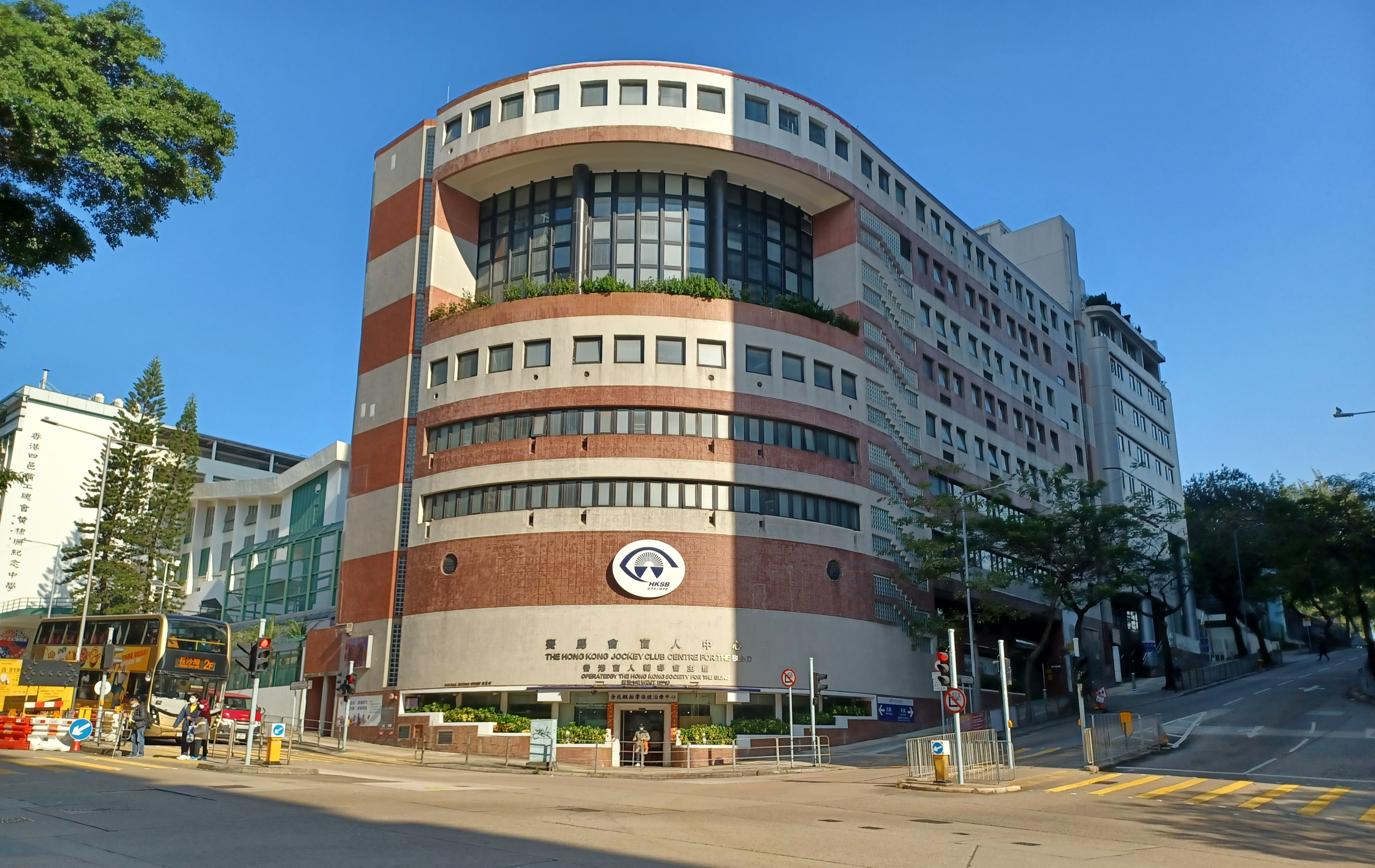
賽馬會視障人士綜合服務中心

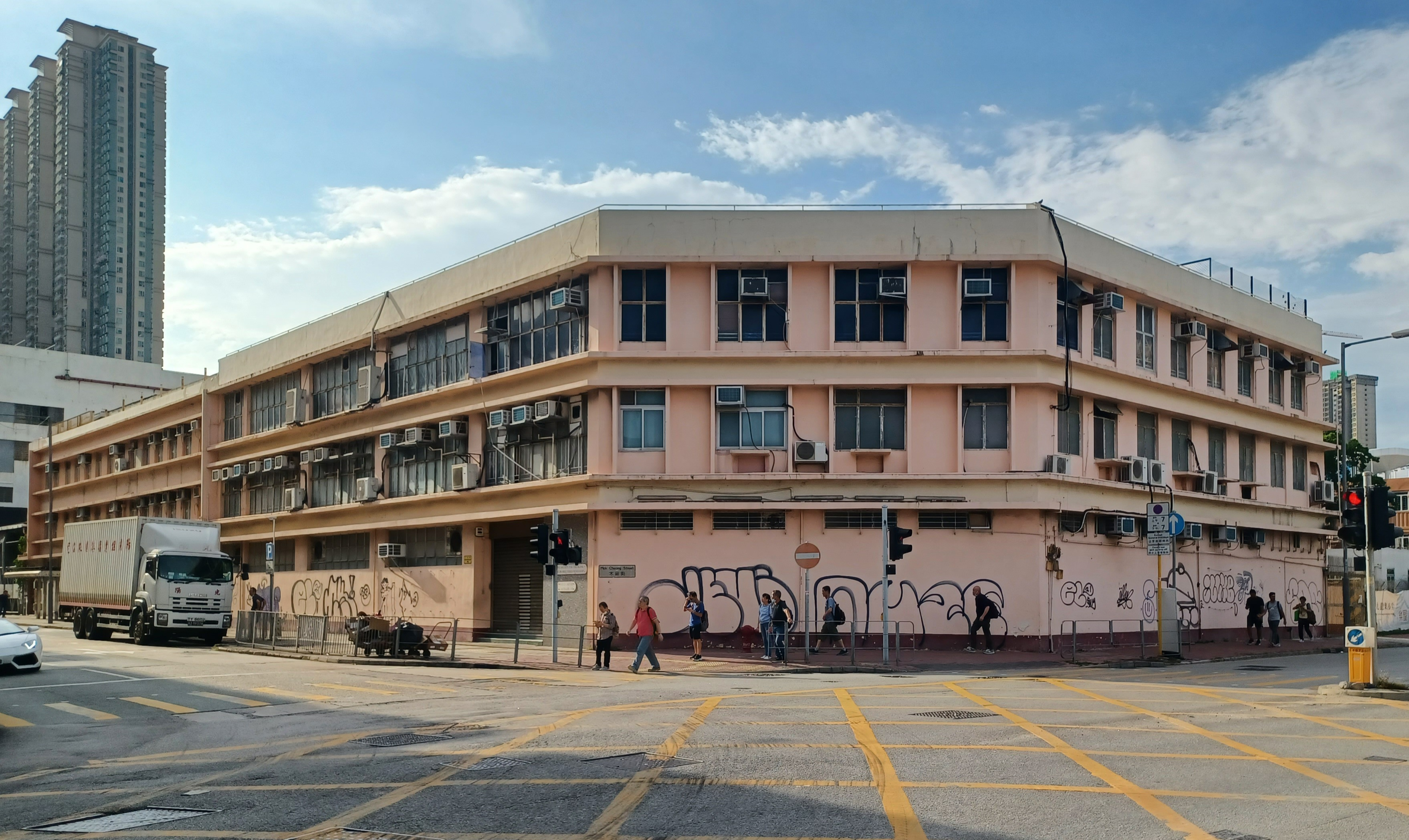
香港盲人輔導會工廠暨庇護工場

香港盲人輔導會（The Hong Kong Society for the Blind）成立於1956年，是香港一個政府資助之志願機構，目的是為視障人士提供更佳福利及服務：教育、復康、職業訓練、就業、醫療、住宿、社交及康樂服務。輔導會總部大樓位於九龍深水埗南昌街248號，設有兩幢視障人士綜合服務中心，分別為賽馬會視障人士綜合服務中心（東翼及西翼）。

## 組織架構
贊助人
- 李家超 （香港特別行政區行政長官）

副贊助人
- 黎敦義夫人
- 姜蓓茜醫生
- 郭炳聯夫人
- 林順潮教授
- 岳士禮先生
- 潘宗光教授

理事會
- 主席

羅德賢小姐
- 副主席

江麗雲女士
- 義務司庫

曹偉邦先生
- 義務法律顧問

陳健生先生
- 義務醫務顧問

李啟煌教授
- 理事

遲淡寧女士、馮柏燊先生、馮秀雯女士、侯愛明女士、林彩珠女士、林衛邦先生、鄧光寶先生、涂淑怡女士 、黃俊恒先生、袁淑賢醫生
- 特邀理事

周永城先生、黃嗣輝先生、甄華達博士
- 當然理事

方善衡先生

## 眼科及低視能服務
- 普通眼科及低視能中心（總會）(深水埗，南昌街)
- 普通眼科及低視能中心（元朗）(元朗安寧路)

## 復康服務
- 九龍復康中心 (深水埗，南昌街)
- 新界復康中心 (屯門，蝴蝶邨)

## 教育及社區支援
- 中央點字製作中心 (深水埗，南昌街)
- 香港賽馬會社區資助計劃 - 視障人士家庭資源中心 (深水埗，南昌街)
- 訊息無障礙中心  (深水埗，南昌街)

## 視障人士院舍照顧
- 九龍盲人安老院 (深水埗，南昌街)
- 白普理盲人護理安老院 (屯門，青福里)
- 賽馬會屯門盲人安老院 (屯門，青福里)
- 元朗盲人安老院 (賽馬會欣康樓)(元朗安寧路)
- 朝陽中心暨宿舍 (深水埗，南昌街)
- 欣悅軒 (元朗安寧路)
- 康柏軒 (元朗安寧路)

## 就業支援
- 職業支援及發展中心 (深水埗，南昌街)
- 盲人工廠 (觀塘，清水灣道)
- 按摩保健治療中心 (深水埗，南昌街)

## 外部連結
- 香港盲人輔導會 （页面存档备份，存于）
- 香港盲人輔導會facebook專頁 （页面存档备份，存于）